# ЧС2

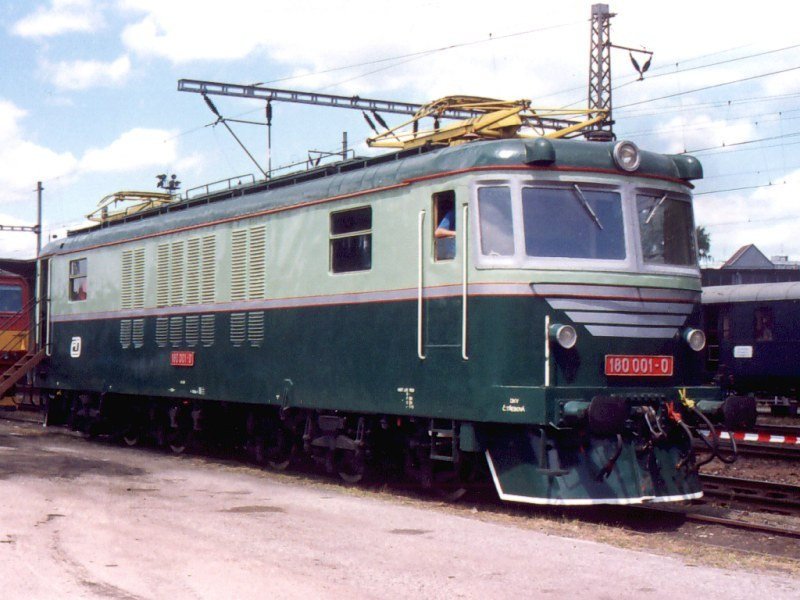
Прототип шестивісного електровоза
23E — E 699.0 ЧСД

ЧС2 (заводське позначення — 25Ео, 34Е;) — магістральный пасажирський електровоз постійного струму, будувався з 1958 по 1973 рік в Чехословаччині для залізниць СРСР.

## Перші дослідні електровози ЧС2
У 1958 році заводи Шкода побудували чотири шестивісних електровоза постійного струму з тяговими двигунами Al-4846zt годинною потужністю 586 кВт. Аналогічні двигуни застосовувалися на електровозі ЧС1. Два електровози що мали передавальне відношення тягової передачі 1,951 (заводська серія електровоза '25e0') призначалися для СРСР. Ці електровози, позначалися як ЧС2-001 і ЧС2-002 в грудні 1958 року прибули в депо Москва-Технічна Моськовсько-Курсько-Донбаської залізниці. Два інших дослідних електровоза (заводська серія '23e') залишилися в експлуатації на залізницях Чехословаччини, отримавши індекси E 699.0.

## Ремонтні заводи
- Запорізький електровозоремонтний завод
- Новосибірський електровозоремонтний завод
- Ярославський електровозоремонтний завод